# Альменно-Сан-Сальваторе
Альменно-Сан-Сальваторе (итал. Almenno San Salvatore) — город в Италии, расположен в области Ломбардия, подчинён административному центру Бергамо (провинция).
Население составляет 5679 человек, плотность населения составляет 1196 чел./км². Занимает площадь 4,75 км². Почтовый индекс — 24031. Телефонный код — 00035.
В городе особо почитаем Христос-Спаситель, празднование 6 августа. Также 2 февраля особо празднуется Сретение.